# Aristide Iliescu

Monumentul eroilor români din Războiul de Independență din Potlogi. Monument cu

Aristide Iliescu (n. ?, Singureni, județul Vlașca (interbelic), azi județul Giurgiu – d. 2 iulie 1942, București), a fost un sculptor, pictor și gravor român.
A plecat să studieze la München (1900–1903) cu o bursă de studii pentru sculptură.
În revista „Universul Literar” Anul XXVIII — No. 9, luni, 28 februarie 1911 a fost publicat următorul text:
Tânărul pictor și sculptor care își are deschisă acum Expoziția în palatul Ateneului, d-l Aristide Iliescu, este diplomat ai școalelor de bellearte din București și München și e profesor de desen la liceul Mihai Viteazul. Lucrările d-sale au fost totdauna prețuite, în toate expozițiile, ca și în ale soc. «Tinerimea artistică» al cărei membru este.
La expoziția din 1906 a obținut Medalia de aur cu diplomă specială, alături de Wladimir Hegel, Dimitrie Paciurea și Dumitru Pavelescu-Dimo.
În februarie 1912 prefectul de Vâlcea, Gh. Sabin, a adresat Ministrului de Război rugămintea de a institui o comisie care să aleagă, dintre proiectele adunate de la diverși sculptori, pe “cel mai potrivit” pentru Monumentul Independenței din Râmnicu Vâlcea. Sculptorii convocați pentru concurs au fost: Dimitrie Paciurea, Frederic Storck, Bălăcescu, Oscar Späthe, Dimitrie D. Mirea, C. Mihăilescu, Filip Marin, Ioan Iordănescu, Pavelescu și Aristide Iliescu. Chiar dacă nu i s-a atribuit lui executarea lucrării, convocarea sa îl plasează la un nivel comparabil cu al celorlalți concurenți.
A participat la Salonul Oficial din 1925, participarea la viața artistică, fiindu-i receptată și comentată în cronici de artă plastică.
În 1937 profesorul Aristide Iliescu a donat actualului Colegiu Național Mihai Viteazul din București un număr de 60 tablouri.
Expoziții personale în București:
- 1908, Ateneu (împreună cu Dimitrie Serafim),
- 1911, Ateneu (pictură),
- 1914; Ateneu (împreună cu A. Aescher);
- 1915, Ateneu, expoziția în folosul refugiaților ardeleni (pictură, pastel, sculptură).

## Lucrări de sculptură

Monumentul eroilor români din Războiul de Independență - Detaliu

- Monumentul eroilor români din Războiul de Independență din Potlogi, județul Dâmbovița, a fost dezvelit în anul 1910. Monumentul, amplasat lângă Consiliul Popular, are o înălțime de 5,40 m și reprezintă un soldat (vânător) în poziție de marș.[7]